# Boulevard Shopping Feira de Santana

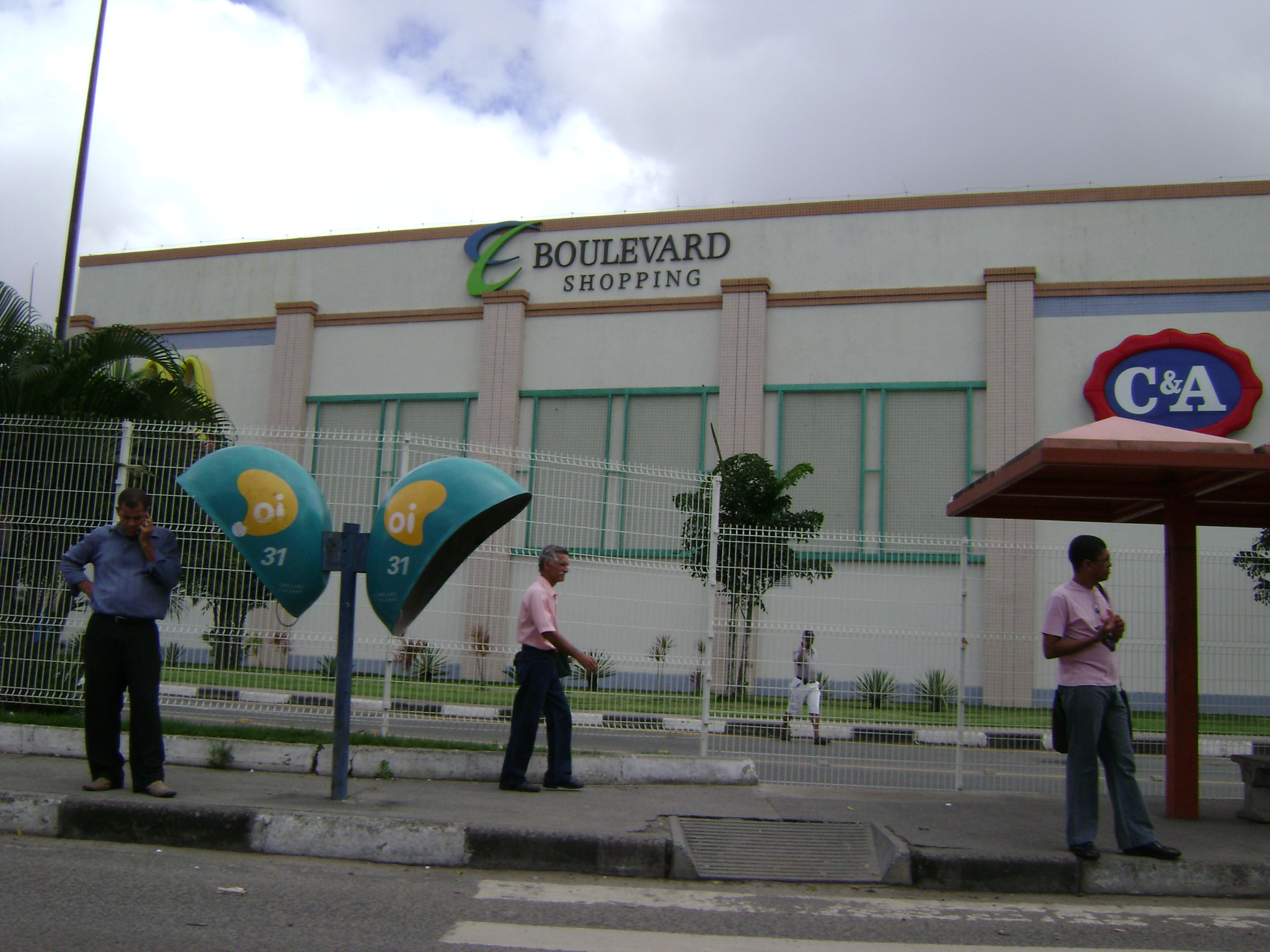
Boulevard Shopping Feira de Santana

Il Boulevard Shopping Feira de Santana è il più grande centro commerciale dello stato di Bahia, in Brasile. Inaugurato il 23 aprile 1999 nel comune di Feira de Santana, con il nome di Iguatemi, ad ottobre 2008 ha visto il suo nome cambiare in Boulevard Mall.
Con circa 190 negozi, ha nove negozi di ancoraggio (Hyper Bompreço, C & A, Le Biscuit, Lojas Americanas, Centauro, Lojas Renner, Lojas Riachuelo, Marisa e Cinema Oriente) e 4 mega-negozi (Game-Over, elegante, Libri Atlantico e Leader). Dispone anche di due banche (Banca del Brasile e Caixa Economica), un'Agenzia lotteria, un ufficio postale e un 1-Parcheggio Ponte 2 piani e 437 posti a sedere.
Il centro commerciale ha anche un cinema multisala della rete Orient Cine Place con quattro sale di proiezione, di cui una in cinema digitale 3D e un grande corte interna dedicata alla ristorazione che può contare su esercizi di famose reti commerciali, come, tra gli altri, McDonald's, Subway, Bob, Yan Ping, Casa do Pão de Queijo.
Il 6 giugno 2011 è stato inaugurato il suo ampliamento: lo stabilimento ha guadagnato oltre 53 nuovi punti vendita distribuiti su 7.300 metri quadrati e oltre 457 posti auto, e servizi alberghieri con 120 appartamenti e un edificio commerciale con 256 sale. Così, il centro commerciale è diventato il più grande all'interno della Regione Nord-Nordeste del Brasile.